# Hermagor-Pressegger See
Hermagor-Pressegger See (eslovè Šmohor-Preseško jezero) és un municipi austríac, dins de l'estat de Caríntia. L'any 2007 tenia 7.182 habitants. Limita amb els municipis de Weißensee i Paternion al nord, Pontebba al sud, Sankt Stefan im Gailtal i Malborghetto Valbruna a l'est i Gitschtal, Kirchbach, Moggio Udinese i Paularo a l'oest.

## Divisió administrativa
Està dividit en els següents barris
- Tröpolach (Drobolje o Dobropolje)
- Egg (Brdo)
- Görtschach (Goriče)
- Guggenberg
- Hermagor (Šmohor, abans també anomenat Trg)
- Khünburg
- Mitschig (Mičiče o Semičiče)
- Möderndorf (Modra vas)
- Möschach
- Nampolach (Napole)
- Rattendorf (Radnja vas)
- Watschig (Vačiče)
- Vellach (Bela)
- Neudorf ('Genialovizo')

També es divideix en els districtes:
Achleiten (4), 
Aigen (4), 
Bergl (24), 
Braunitzen (12) (Boronica), 
Brugg (31) (Moste), 
Burgstall (9), 
Danz (26), 
Dellach (94) (Dole), 
Egg (178) (Brdo), 
Eggforst (10), 
Förolach (162), 
Fritzendorf (58) (Limarče), 
Görtschach (173), 
Götzing (22) (Gocina), 
Grafenau (0) (Kazla), 
Grünburg (70), 
Guggenberg (34), 
Hermagor (1.527) (Šmohor), 
Jenig (178) (Jenik), 
Kameritsch (80) (Kamerče), 
Khünburg (247), 
Kleinbergl (30), 
Kraß (14), 
Kraschach (57) (Krošani), 
Kreuth ob Möschach (19) (Rut(e)), 
Kreuth ob Mellweg (60) (Rut(e)), 
Kreuth ob Rattendorf (76) (Rute(e)), 
Kühweg (202), 
Kühwegboden (156), 
Latschach (86) (Loče), 
Liesch (7), 
Möderndorf (223) (Modrinja vas/ves), 
Mellach (49) (Mele), 
Mellweg (45) (Melviče, Maloviše), 
Micheldorf (167) (Velika vas/ves), 
Mitschig (79) (Mičiče), 
Nampolach (27) (Napole), 
Neudorf (271), 
Neuprießenegg (36), 
Obermöschach (38), 
Obervellach (243), 
Paßriach (143)(Pažirje), 
Podlanig (51) (Podlanig), 
Postran (123) (Postran), 
Potschach (61) (Potoče), 
Presseggen (222) (Preseka), 
Presseggersee (130) (Preseško jezero), 
Radnig (203), 
Radnigforst (0), 
Rattendorf (343) (Radnja vas), 
Schinzengraben (26), 
Schlanitzen (41) (Zelenica), 
Schmidt (1), 
Siebenbrünn (2), 
Sonnenalpe Naßfeld (27)(Mokrine), 
Sonnleitn (17), 
Süßenberg (20) (Planja), 
Toschehof (0) (Tesinje), 
Tröpolach (535) (Dobropolje, Dropolje), 
Untermöschach (48), 
Untervellach (229), 
Watschig (129) (Vočiče), 
Wittenig (50), 
Zuchen (3) (Suha).

## Administració
| Període | Identitat        | Partit |
| ------- | ---------------- | ------ |
| 2003-   | Vinzenz Rauscher | SPÖ    |

L'ajuntament de la vila està format per 27 membres dels partits:
- 12 SPÖ
- 7 BZÖ
- 6 ÖVP
- 1 FLÖ
- 1 Grüne

| edit | Municipis del Districte d'Hermagor                                                                                        | Bandera de Caríntia |
| \| \| Dellach \\| Gitschtal \\| Hermagor-Pressegger See \\| Kirchbach \\| Kötschach-Mauthen \\| Lesachtal \\| Sankt Stefan im Gailtal \| | |                     |
| Mapa de Villach-Land | Dellach \| Gitschtal \| Hermagor-Pressegger See \| Kirchbach \| Kötschach-Mauthen \| Lesachtal \| Sankt Stefan im Gailtal |                     |